# (73172) 2002 HG2
(73172) 2002 HG2 – planetoida z pasa głównego asteroid okrążająca Słońce w ciągu 3,61 lat w średniej odległości 2,35 j.a. Odkryta 16 kwietnia 2002 roku.